# RTS-Santic Racing Team/Saison 2014
Dieser Artikel listet Erfolge und Fahrer des Radsportteams RTS-Santic Racing Team in der Saison 2014 auf.

## Erfolge in der UCI Asia Tour
In den Rennen der Saison 2014 der UCI Asia Tour gelangen die nachstehenden Erfolge.
| Datum            | Rennen                                   | Kat. | Sieger            |
| ---------------- | ---------------------------------------- | ---- | ----------------- |
| 29. Juni         | Usbekische Meisterschaft – Straßenrennen | CN   | Ruslan Karimov    |
| 5. September     | 7. Etappe Tour of China I                | 2.1  | Boris Schpilewski |
| 9. September     | 2. Etappe Tour of China II               | 2.1  | Boris Schpilewski |
| 14. September    | 5. Etappe Tour of China II               | 2.1  | Boris Schpilewski |
| 8.–14. September | Gesamtwertung Tour of China II           | 2.1  | Boris Schpilewski |
| 5. November      | 5. Etappe Tour of Taihu Lake             | 2.1  | Boris Schpilewski |
| 9. November      | 9. Etappe Tour of Taihu Lake             | 2.1  | Boris Schpilewski |
| 14. November     | 1. Etappe Tour of Fuzhou                 | 2.2  | Boris Schpilewski |

## Zugänge – Abgänge
| Zugänge                      | Team 2013                     | Abgänge                    | Team 2014                 |
| ---------------------------- | ----------------------------- | -------------------------- | ------------------------- |
| Simon Buttner                | China Wuxi Jilun Cycling Team | Rahim Ememi                | Pishgaman Yazd            |
| Ruslan Karimov               | Team Velo Reality             | Ramin Mehrabani            | Pishgaman Yazd            |
| Alex Coutts                  | RTS Racing Team               | Amir Zargari               | Pishgaman Yazd            |
| Park Keon-woo                | Neoprofi                      | Vahid Ghaffari             | Tabriz Petrochemical Team |
| Iwan Kowaljow (ab 25.06.)    | Russian Helicopters           | Murodjon Xolmurodov        | Terengganu Cycling Team   |
| Nikolai Schurkin (ab 25.06.) | Helicopters                   | Alex Destribois            | Unbekannt                 |
| Víctor Niño (ab 25.06.)      | Start-Trigon Cycling Team     | Kuei Hsiang Peng           | Unbekannt                 |
| Andrei Misurow (ab 25.06.)   | Torku Şekerspor               | Yuan Chan Peng             | Unbekannt                 |
| Yong Li Ng (ab 25.06.)       | Team Corbusier Sarawak        | Yu Xuan Zheng              | Unbekannt                 |
| Song Pu Huang (ab 25.06.)    | Boyacá se atreve-Liciboy      | Alex Coutts (bis 25.06.)   | Unbekannt                 |
| Ping Hong Liou (ab 25.06.)   | Neoprofi                      | Yuan Tan Peng (bis 25.06.) | Unbekannt                 |
| Mario Rojas (ab 25.06.)      | Neoprofi                      | Yong Li Ng (bis 31.07.)    | Unbekannt                 |
| Fredy González (ab 15.10.)   | Aguardiente Néctar-STL        |                            |                           |
| Min Hui Hsu (ab 08.11.)      | Neoprofi                      |                            |                           |

## Mannschaft
| Name              | Geburtstag         | Nationalität      |
| ----------------- | ------------------ | ----------------- |
| Simon Buttner     | 14. Juni 1992      | Frankreich        |
| Wei Kei Chang     | 14. Oktober 1985   | Chinesisch Taipeh |
| Fredy González *  | 18. Juni 1975      | Kolumbien         |
| Min Hui Hsu *     | 18. November 1982  | Chinesisch Taipeh |
| Song Pu Huang     | 22. April 1990     | Chinesisch Taipeh |
| Wen Chung Huang   | 20. September 1990 | Chinesisch Taipeh |
| Jang Sun-jae      | 14. Dezember 1984  | Südkorea          |
| Siang Yu Jhong    | 13. April 1990     | Chinesisch Taipeh |
| Ruslan Karimov    | 22. Mai 1986       | Usbekistan        |
| Iwan Kowaljow     | 26. Juli 1986      | Russland          |
| Ping Hong Liou    | 27. September 1987 | Chinesisch Taipeh |
| Andrei Misurow    | 16. März 1973      | Kasachstan        |
| Víctor Niño *     | 6. April 1973      | Kolumbien         |
| Park Keon-woo     | 18. Juli 1991      | Südkorea          |
| Mario Rojas       | 3. Januar 1985     | Kolumbien         |
| Boris Schpilewski | 20. August 1982    | Russland          |
| Nikolai Schurkin  | 5. Mai 1991        | Russland          |
| Ping Han Wu       | 11. Juli 1987      | Chinesisch Taipeh |

* Die Fahrer Fredy González, Min Hui Hsu und Víctor Niño wurden bei der UCI für die Saison 2014 nicht als Radrennfahrer des Continental Teams registriert.